# Dentiheterochelus ballianus
Dentiheterochelus ballianus är en skalbaggsart som beskrevs av Dombrow 2002. Dentiheterochelus ballianus ingår i släktet Dentiheterochelus och familjen Melolonthidae. Inga underarter finns listade i Catalogue of Life.